# Automeris bilinea
Automeris bilinea är en fjärilsart som beskrevs av Walker 1855. Automeris bilinea ingår i släktet Automeris och familjen påfågelsspinnare. Inga underarter finns listade i Catalogue of Life.